# Duke of York’s Theatre
Duke of York’s Theatre – teatr w Londynie, zaliczany do scen West Endu, położony przy ulicy St. Martin’s Lane w City of Westminster. Od 1992 roku teatrem zarządza firma Ambassador Theatre Group. Od października 2011 roku na deskach teatru wystawiany jest musical „Backbeat”.
Został zbudowany przez Franka Wyatta i jego żonę, Violet Melnotte. Pozostali oni właścicielami teatru aż do jej śmierci w 1935 roku. Oficjalne otwarcie nastąpiło 10 września 1892, pod nazwą Trafalgar Square Theatre. Teatr, zaprojektowany przez architekta Waltera Emdena, zmienił nazwę na Trafalgar Theatre w 1894 roku. Obecną nazwę Duke of York’s (książę Yorku) przyjął w 1895 roku, na cześć przyszłego króla Jerzego V.
W teatrze sukces odniósł jeden z najwcześniejszych musicali komediowych „Go-Bang” (1984). W 1900 na deskach Duke of York’s Theatre pojawiła się „Miss Hobbs” autorstwa Jerome K. Jerome'go, a także „Madame Butterfly” Davida Belasco (Giacomo Puccini przekształcił później sztukę w słynną operę). Był to również teatr, w którym 27 grudnia 1904 roku, zadebiutował „Peter Pan, or The Boy Who Wouldn't Grow Up” J.M. Barriego.
20 września 1960 roku budynek teatru został wpisany na listę zabytków drugiego stopnia.

## Ostatnie produkcje
- A View From the Bridge (5 lutego – 16 maja 2009)
- Arcadia (27 maja – 12 września 2009)
- Speaking in Tongues (18 września – 12 grudnia 2009)
- Ghost Stories (25 czerwca 2010 – 16 lipca 2011)
- Journey's End (19 lipca 2011 – 3 września 2011)
- Backbeat (10 października 2011 - 18 lutego 2012)
- All New People (od 28 lutego 2012)[2]